# San Benedetto Ullano
San Benedetto Ullano – miejscowość i gmina we Włoszech, w regionie Kalabria, w prowincji Cosenza.
Według danych na rok 2004 gminę zamieszkiwały 1644 osoby, 86,5 os./km².